# Ad Prinsen
Ad Prinsen (* 21. September 1954 in Raamsdonksveer) ist ein ehemaliger niederländischer Radrennfahrer.

## Sportliche Laufbahn
Prinsen war im Straßenradsport aktiv. Als Amateur gewann er 1976 eine Etappe der Marokko-Rundfahrt und zwei Etappen in der Tour of Scotland (20. Gesamtrang). 1979 und 1980 gewann er Etappen in der Olympia’s Tour. 1977 beendete er die Olympia’s Tour auf dem 3. Platz. In der Tour de l’Avenir 1977 kam er auf den 40. Gesamtrang. 1977 siegte er in der Ronde van de Kempen mit einem Tageserfolg, 1979 in der Acht van Chaam, 1980 in der Ronde van Ulvenhout.
Von 1978 bis 1983 war Prinsen Berufsfahrer. 1978 fuhr er die Vuelta a España für das Radsportteam Bode Deuren-Shimano. Er beendete die Rundfahrt nicht.

## Familiäres
Henk Prinsen und Wim Prinsen, seine Cousins, waren ebenfalls Radrennfahrer.